# 1903 en Grèce
Chronologie de la Grèce
- 1899
- 1900
- 1901
- 1902
- 1903
- 1904
- 1905
- 1906
- 1907

Cette page concerne les évènements survenus en 1903 en Grèce  :

## Évènements
- 28 avril-1er mai : Série d'attentats à la bombe, par les Bateliers de Salonique.
- 8 novembre : Manifestation d'étudiants de l'École de philosophie de l'université d'Athènes contre la représentation d'une pièce de théâtre au Théâtre national de Grèce (bilan : 1 mort et 10 blessés).

## Création
- Comité macédonien (en), organisation grecque ayant pour but de libérer la Macédoine de l'Empire ottoman (dans les vilayets de Monastir et Salonique).
- Musée archéologique de Delphes

## Sport
- Création des clubs de football : Koropi F.C. (en), Orfeas Xanthi F.C. (en)

## Naissance
- Olga,  princesse de Grèce et de Danemark.
- Hélène Kazantzakis, écrivaine.
- Michel Láscaris (el), historien.
- Christóforos Nézer (el), acteur.
- Geórgios Pappás (el), acteur.
- Mikhaíl Stasinópoulos, Président de la république.
- Dóra Strátou, actrice et chorégraphe.

## Décès
- Gotsé Deltchev,révolutionnaire bulgare.
- Spíros Paraskevaídes (el), militaire.
- Konstantínos Paspátis, joueur de tennis.